# Демократическа партия
Вижте пояснителната страница за други значения на Демократическа партия.
Демократическата партия е българска политическа партия, съществувала от средата на 1880-те до средата на 1940-те. Тя е възстановена през 1990 г. като една от малките партии в десницата. С нея са свързани вестниците „Знаме“ и „Пряпорец“.

## История

### Краят на XIX век и началото на XX век
В основата на бъдещата Демократическа партия е центристкото крило на Либералната партия, водено от Петко Каравелов. Много негови представители са подложени на преследвания при управлението на Стефан Стамболов и то постепенно прекратява дейността си след 1887 г. Възстановено след 1894 г., през 1896 г. то приема името Демократическа партия.
През 1901 г. Демократическата партия печели най-много места в Народното събрание и Петко Каравелов образува правителство в коалиция с Прогресивнолибералната партия, но в края на годината то е бламирано от парламента.
През 1903 г. групата около Найчо Цанов и Тодор Влайков напуска партията и по-късно създава Радикалдемократическата партия. След смъртта на Петко Каравелов през 1903 г. партията е оглавена от Александър Малинов, като негови заместници стават Андрей Ляпчев и Михаил Такев.
През 1908 г. Демократическата партия сформира самостоятелно правителство, начело с Александър Малинов. През септември то обявява независимостта на България от Османската империя и княз Фердинанд I е обявен за пръв български цар след Иван Страцимир 512 години по-рано. Правителството на Малинов остава на власт до началото на 1911 г.

### Периодът между двете световни войни
През юни 1918 г., пред перспективата от провал на България в Първата световна война, Александър Малинов сформира правителство в коалиция с радикалдемократите на Стоян Костурков, което има за цел да изведе България от войната. През септември делегация, водена от Андрей Ляпчев, подписва Солунското примирие, а малко по-късно цар Фердинанд I абдикира в полза на сина си. Съставено е ново, широко коалиционно правителство, в което са включени и представители на Народната партия, Българския земеделски народен съюз (БЗНС) и Българската работническа социалдемократическа партия (широки социалисти). Месец по-късно, кабинетът отново е преобразуван, като министър-председател става народнякът Теодор Теодоров. През май 1919 г. Демократическата партия е изключена от правителството.
През следващите години Демократическата партия е най-голямата опозиционна сила, противопоставяща се на управлението на БЗНС. През 1922 г. тя образува, заедно с Радикалдемократическата и Обединената народно-прогресивна партия, коалицията Конституционен блок. В края на годината повечето лидери на партията са арестувани от правителството и остават в затвора до Деветоюнския преврат през 1923 г.
След Деветоюнския преврат, Демократическата партия се разделя на две. Една значителна група, водена от втория човек в партията, Андрей Ляпчев, решава да се присъедини към Демократическия сговор. Останалите демократи, заедно с лидера Александър Малинов, запазват самостоятелността си. През 1931 г. доминираната от тях коалиция Народен блок печели изборите и съставя няколко поредни правителства, начело с Александър Малинов и Никола Мушанов. Последното от тях е свалено с Деветнадесетомайския преврат през 1934 г.
След преврата политическите партии са забранени, но повечето от тях продължават да функционират полулегално. Въпреки че се противопоставя на съюза с Нацистка Германия, през 1941 г. Демократическата партия отхвърля предложението да се присъедини към доминирания от Българската работническа партия Отечествен фронт. На 2 септември 1944 г. представители на Демократическата партия се включват в правителството на Константин Муравиев, което обявява излизането на България от Тристранния пакт. Няколко дни по-късно то е отстранено от Отечествения фронт с Деветосептемврийския преврат. В края на 1947 г. комунистическото правителство ликвидира партията, интернирайки ръководството ѝ извън София, като по това време по данни на Държавна сигурност тя има 1385 членове.

### Възстановената Демократическа партия
Демократическата партия е възстановена на 19 декември 1989 г. и се включва в коалицията Съюз на демократичните сили (СДС). Неин председател първоначално е Борис Кюркчиев, а от 1990 г. – Стефан Савов. Представители на партията се включват в правителството на Филип Димитров (1991 – 1992), а по това време Стефан Савов е председател на Народното събрание.
През есента на 1994 г. Демократическата партия напуска СДС и заедно с Българския земеделски народен съюз образува новата коалиция Народен съюз. Народният съюз получава 18 места в XXXVII народно събрание и през 1996 г. се включва в коалицията Обединени демократични сили (ОДС), в която първоначално влизат още СДС и Движението за права и свободи.
През 1996 г. кандидатът на ОДС Петър Стоянов печели президентските избори, а на следващата година, след провала на кабинета на Жан Виденов и Българската социалистическа партия, коалицията на Народен съюз и СДС печели и изборите за XXXVIII народно събрание, като Демократическата партия има 6 места в него. Тя се включва и в правителството на ОДС, начело с Иван Костов (1997 – 2001).
След смъртта на Стефан Савов на 8 януари 2000 г. за председател на партията е избран Александър Праматарски.
Демократическата партия е член от 1991 г. на Християндемократическия интернационал и от 1996 г. на Европейската народна партия. Младежкият съюз на Демократическата партия е член от 1991 г. на DEMYC и учредител през 1997 г. на YEPP (Youth of European People's Party).
На изборите за XXXIX народно събрание през 2001 г. Демократическата партия е в коалицията „Обединени Демократични сили – СДС, ДП, БЗНС-НС“ като печели 2 депутатски места. На изборите за XL народно събрание през 2005 г. ДП отново е в коалицията „ОДС – СДС, ДП, Гергьовден, БЗНС, РЗС, ДРОМ“ като печели 3 депутатски места.

## Участия в избори

### Парламентарни
| година         | избори                  | гласове   | %     | резултат  |
| -------------- | ----------------------- | --------- | ----- | --------- |
| 1899           | Народно събрание        | 54 400    | 15,9% | 10 / 169  |
| 1901           | Народно събрание        | 49 070    | 16,8% | 27 / 164  |
| 1902           | Народно събрание        | 23 710    | 5,9%  | 7 / 189   |
| 1903           | Народно събрание        | –         | –     | 7 / 169   |
| 1908           | Народно събрание        | 253 072   | 54,1% | 166 / 203 |
| юни 1911       | Велико Народно събрание | 22 800    | 4,1%  | 2 / 414   |
| септември 1911 | Народно събрание        | 24 686    | 4,9%  | 4 / 212   |
| 1913           | Народно събрание        | 72 971    | 8,0%  | 14 / 204  |
| 1914           | Народно събрание        | 86 611    | 11,3% | 31 / 245  |
| 1919           | Народно събрание        | 66 953    | 10,4% | 28 / 237  |
| 1920           | Народно събрание        | 91 177    | 10,1% | 24 / 232  |
| април 1923*    | Народно събрание        | 166 909   | 15,8% | 17 / 245  |
| ноември 1923*  | Народно събрание        | 639 881   | 63,8% | 200 / 247 |
| 1927           | Народно събрание        | 179 491   | 15,5% | 11 / 261  |
| 1931*          | Народно събрание        | 626 553   | 48,4% | 151 / 273 |
| 1939           | Народно събрание        | 38 863    | 1,8%  | 3 / 160   |
| 1946           | Велико Народно събрание | 22 736    | 0,5%  | 0 / 465   |
| 1990*          | Велико Народно събрание | 2 217 799 | 36,2% | 144 / 400 |
| 1991*          | Народно събрание        | 1 903 567 | 34,4% | 110 / 240 |
| 1994*          | Народно събрание        | 338 427   | 6,5%  | 18 / 240  |
| 1997*          | Народно събрание        | 2 223 714 | 52,2% | 137 / 240 |
| 2001*          | Народно събрание        | 830 337   | 18,1% | 51 / 240  |
| 2005*          | Народно събрание        | 280 323   | 7,6%  | 20 / 240  |
| 2013           | Народно събрание        | 3 160     | 0,8%  | 0 / 240   |

- На изборите през 1923 г. е част от коалициите Конституционен блок и Демократически сговор.
- На изборите през 1931 г. е част от коалиция Народен блок.
- Между 1990 и 1994 г. е в коалицията Съюз на демократичните сили.
- На изборите през 1994 г. е част от коалиция Народен съюз.
- Между 1996 и 2009 г. е в коалицията Обединени демократични сили.

## Участия в правителства
Четвърто правителство на Петко Каравелов (4 март 1901 – 3 януари 1902) – коалиция с Прогресивнолибералната партия
- министерство на народното просвещение – Иван Славейков, Петко Каравелов
- министерство на финансите – Петко Каравелов
- министерство на обществените сгради, пътищата и съобщенията – Иван Белинов

Първо правителство на Александър Малинов (29 януари 1908 – 18 септември 1910) – самостоятелно
- министерство на външните работи и изповеданията – Стефан Паприков
- министерство на вътрешните работи – Михаил Такев
- министерство на народното просвещение – Никола Мушанов
- министерство на финансите – Иван Салабашев
- министерство на правосъдието – Тодор Кръстев
- министерство на търговията и земеделието – Андрей Ляпчев
- министерство на обществените сгради, пътищата и съобщенията – Александър Малинов

Второ правителство на Александър Малинов (18 септември 1910 – 29 март 1911) – самостоятелно
- министерство на външните работи и изповеданията – Александър Малинов
- министерство на вътрешните работи – Никола Мушанов
- министерство на народното просвещение – Владимир Моллов
- министерство на финансите – Андрей Ляпчев
- министерство на правосъдието – Христо Славейков
- министерство на търговията и земеделието – Тодор Кръстев
- министерство на обществените сгради, пътищата и съобщенията – Михаил Такев

Трето правителство на Александър Малинов (21 юни 1918 – 17 октомври 1918) – коалиция с Радикалдемократическата партия
- министерство на външните работи и изповеданията – Александър Малинов
- министерство на вътрешните работи и народното здраве – Михаил Такев
- министерство на финансите – Андрей Ляпчев
- министерство на търговията, промишлеността и труда – Георги Данаилов
- министерство на земеделието и държавните имоти – Рашко Маджаров
- министерство на обществените сгради, пътищата и благоустройството – Никола Мушанов
- министерство на железниците, пощите и телеграфите – Владимир Моллов

Четвърто правителство на Александър Малинов (17 октомври 1918 – 28 ноември 1918) – коалиция с Радикалдемократическата и Народната партия, БЗНС и БРСДП
- министерство на вътрешните работи и народното здраве – Михаил Такев
- министерство на финансите – Андрей Ляпчев
- министерство на правосъдието – Александър Малинов
- министерство на земеделието и държавните имоти – Андрей Ляпчев
- министерство на железниците, пощите и телеграфите – Никола Мушанов

Първо правителство на Теодор Теодоров (28 ноември 1918 – 7 май 1919) – коалиция с Радикалдемократическата, Прогресивнолибералната и Народната партия, БЗНС и БРСДП
- министерство на вътрешните работи и народното здраве – Никола Мушанов
- министерство на войната – Андрей Ляпчев

Първо правителство на Александър Цанков (9 юни 1923 – 22 септември 1923) – коалиция с Радикалдемократическата, Обединената народнопрогресивна партия и Националлибералната партия, Народния сговор и БРСДП
- министерство на обществените сгради, пътищата и благоустройството – Янко Стоянчов

Пето правителство на Александър Малинов (29 юни 1931 – 12 октомври 1931) – коалиция с БЗНС Врабча 1 и Радикалната и Националлибералната партия
- министерство на външните работи и изповеданията – Александър Малинов
- министерство на вътрешните работи и народното здраве – Никола Мушанов
- министерство на финансите – Александър Гиргинов

Първо правителство на Никола Мушанов (12 октомври 1931 – 7 септември 1932) – коалиция с БЗНС Врабча 1 и Радикалната и Националлибералната партия
- министерство на външните работи и изповеданията – Никола Мушанов
- министерство на вътрешните работи и народното здраве – Александър Гиргинов
- министерство на финансите – Стефан Стефанов

Второ правителство на Никола Мушанов (7 септември 1932 – 31 декември 1932) – коалиция с БЗНС Врабча 1 и Радикалната и Националлибералната партия
- министерство на външните работи и изповеданията – Никола Мушанов
- министерство на вътрешните работи и народното здраве – Александър Гиргинов
- министерство на финансите – Стефан Стефанов

Трето правителство на Никола Мушанов (31 декември 1932 – 19 май 1934) – коалиция с БЗНС Врабча 1 и Радикалната и Националлибералната партия
- министерство на външните работи и изповеданията – Никола Мушанов
- министерство на вътрешните работи и народното здраве – Александър Гиргинов
- министерство на финансите – Стефан Стефанов

Правителство на Константин Муравиев (2 септември 1944 – 9 септември 1944) – коалиция с БЗНС Врабча 1 и Народната партия
- министерство на народното просвещение – Борис Павлов
- министерство на финансите – Александър Гиргинов
- министерство на правосъдието – Борис Павлов
- министерство на търговията, промишлеността и труда – Александър Гиргинов
- министър без портфейл – Никола Мушанов

Правителство на Филип Димитров (8 ноември 1991 – 30 декември 1992) – в състава на коалицията СДС
- министерство на отбраната – Александър Сталийски
- министерство на транспорта – Александър Александров
- министерство на труда и социалните грижи – Векил Ванов
- министерство на земеделието – Светослав Димитров
- министерство на търговията – Александър Праматарски

Правителство на Иван Костов (21 май 1997 – 24 юли 2001) – в състава на коалицията ОДС
- вицепремиер – Веселин Методиев
- министерство на образованието и науката – Веселин Методиев
- министерство на здравеопазването – Петър Бояджиев
- министерство на транспорта и далекосъобщенията – Антони Славински
- министерство без портфейл – Александър Праматарски

## Лидери
- 1886 – 1903: Петко Каравелов
- 1903 – 1938: Александър Малинов
- 1938 – 1947: Никола Мушанов
- 1989 – 1990: Борис Кюркчиев (* 1908 – † 2002)[3]
- 1990 – 2000: Стефан Савов
- от 2000 г.: Александър Праматарски

## Видни дейци
- Коста Батолов (1878 – 1938)
- Александър Гиргинов (1879 – 1953)
- Васил Гоцев (р. 1929)
- Александър Джеров (р. 1929)
- Петко Каравелов (1843 – 1903)
- Трайко Китанчев (1858 – 1895)
- Алеко Константинов (1863 – 1897)
- Андрей Ляпчев (1866 – 1933)
- Александър Малинов (1867 – 1938)
- Веселин Методиев (р.1957)
- Владимир Моллов (1873 – 1935)
- Стойчо Мошанов (1892 – 1975)
- Никола Мушанов (1872 – 1951)
- Борис Павлов (1895 – ?)
- Стефан Паприков (1858 – 1920)
- Александър Праматарски (р.1963)
- Стефан Савов (1924 – 2000)
- Иван Славейков (1853 – 1901)
- Христо Славейков (1862 – 1935)
- Стефан Стефанов (1876 – 1946)
- Михаил Такев (1864 – 1920)